# Estação Alborada
A Estação Alborada é uma das estações do Biotrén, situada em San Pedro de la Paz, entre a Estação Diagonal Biobío e a Estação Costa Mar. Administrada pela Ferrocarriles del Sur (FESUR), faz parte da Linha 2.
Foi inaugurada em 6 de março de 2014. Localiza-se no cruzamento da Avenida Michaihue com a Rodovia Concepción-Lota. Atende o setor de Michaihue.